# Klemmenspannung

Ersatzschaltbild einer realen linearen Spannungsquelle (mit Verbraucher)

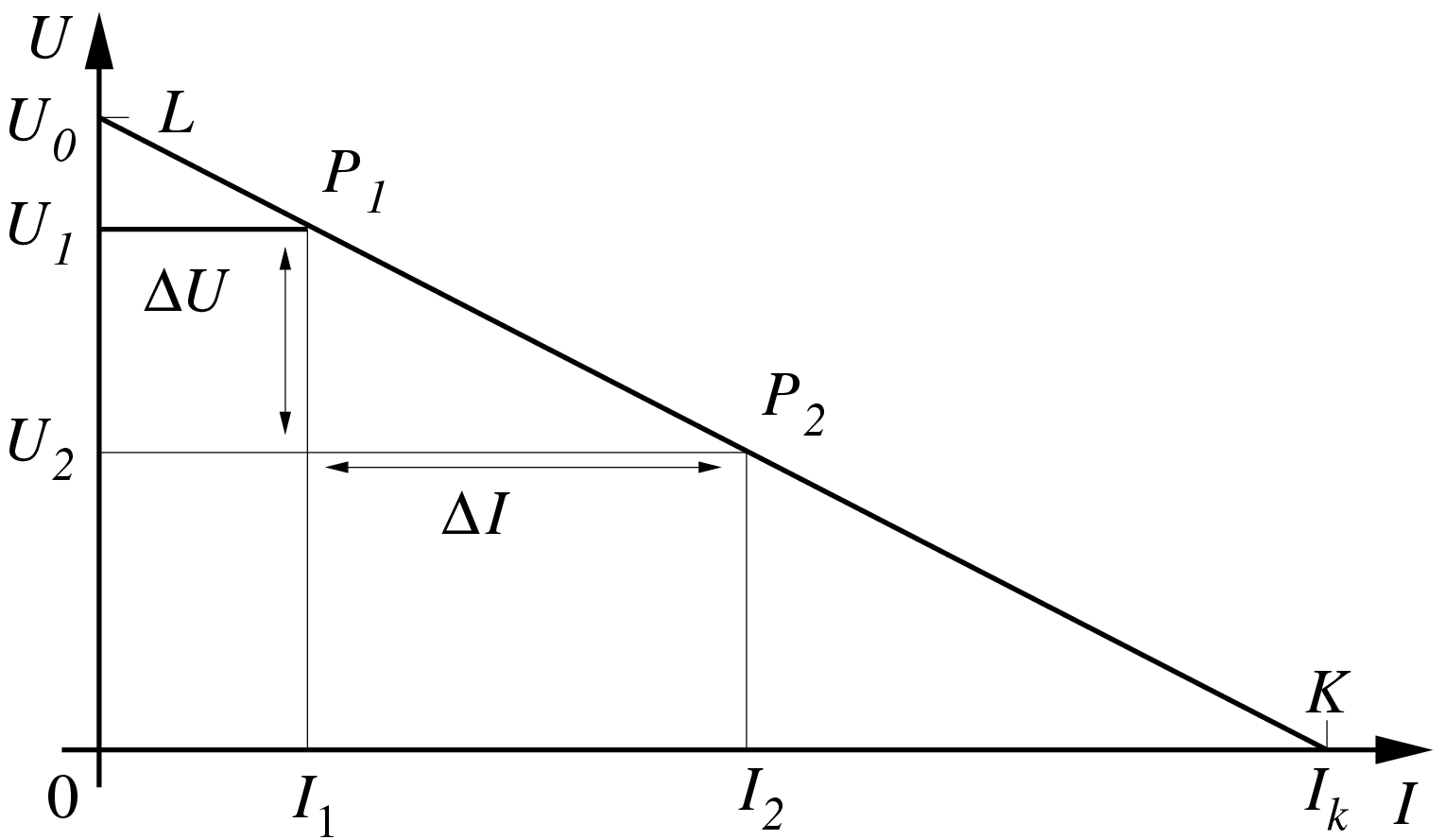
Kennlinie einer linearen Quelle mit Innenwiderstand im Zusammenwirken mit einem linearen Verbraucher

Die Klemmenspannung {\displaystyle U_{\text{kl}}} (englisch terminal voltage) oder Polspannung ist ein Begriff aus der Elektrotechnik. Sie bezeichnet die elektrische Spannung (Formelzeichen {\displaystyle U}), die zwischen den zwei Anschlüssen einer Stromquelle oder Spannungsquelle gemessen werden kann.
Bei Belastung einer linearen Spannungsquelle, also wenn ihr ein Strom entnommen wird, sinkt die Klemmenspannung in Abhängigkeit von der Stromstärke:
{\displaystyle {\begin{alignedat}{2}U_{\text{kl}}&=U_{0}-&&I\cdot R_{\text{i}}\\&=&&I\cdot R_{\text{V}}\end{alignedat}}}
mit
- Leerlaufspannung {\displaystyle U_{0}}
- Stromstärke {\displaystyle I}
- Ausgangswiderstand (auch Innenwiderstand genannt) {\displaystyle R_{\text{i}}} (im allgemeinen Fall die elektrische Impedanz {\displaystyle Z_{\text{i}}}) der Spannungsquelle
- Lastwiderstand {\displaystyle R_{\text{V}}} (allgemein {\displaystyle Z_{\text{V}}}),

bis die Klemmenspannung im Fall eines Kurzschlusses bei null liegt (Spezialfall der Stromanpassung):
{\displaystyle R_{\text{V}}=0\Rightarrow U_{\text{kl}}=0\Rightarrow I=I_{k}={\frac {U_{0}}{R_{\text{i}}}}}
Den höchsten Wert hat die Klemmenspannung, wenn kein Strom fließt, weil die Klemmen offen sind, also im Leerlauf (Spezialfall der Spannungsanpassung):
{\displaystyle I=0\Rightarrow U_{\text{kl}}=U_{0}}
Bei Leistungsanpassung ist die Klemmenspannung halb so groß wie die Leerlaufspannung:
{\displaystyle U_{\text{kl}}={\frac {1}{2}}U_{0}\Rightarrow R_{\text{i}}=R_{\text{V}}}
Mit der Klemmenspannung lassen sich Rückschlüsse auf die Beschaffenheit, richtige Funktion und Qualität der Quelle ziehen, da sich mit den Formeln (bei bekanntem linearen Lastwiderstand) sowohl die Leerlaufspannung als auch der Ausgangswiderstand der Quelle berechnen lassen.